# کشیش شریر
کشیش شریر (انگلیسی: Priest of Evil؛ ‏فنلاندی: Harjunpää & pahan pappi) یک فیلم رمزآلود فنلاندی به کارگردانی اُلی سارِلا است که در سال ۲۰۱۰ منتشر شد.

## بازیگران
- پتر فرانتسن
- ایرینا بیورکلوند
- ینی بانریه
- ویله ویرتانن
- تمی کرپلا
- ماریا یارون‌هلمی
- یورما تومیلا
- ارو میلونوف